# Акшукурський сільський округ
Акшуку́рський сільський округ (каз. Ақшұқыр ауылдық округі, рос. Акшукурский сельский округ) — адміністративна одиниця у складі Тупкараганського району Мангистауської області Казахстану. Адміністративний центр та єдиний населений пункт — село Акшукур.
Населення — 12279 осіб (2021; 6230 у 2009, 3347 у 1999, 3008 у 1989).
Станом на 1989 рік існувала Акшукурська сільська рада (села Акшукур, Тельман). 2010 року село Саїна Шапагатова (колишнє Тельман) утворило окремий сільський округ Саїна Шапагатова.